# Mattias Sunneborn

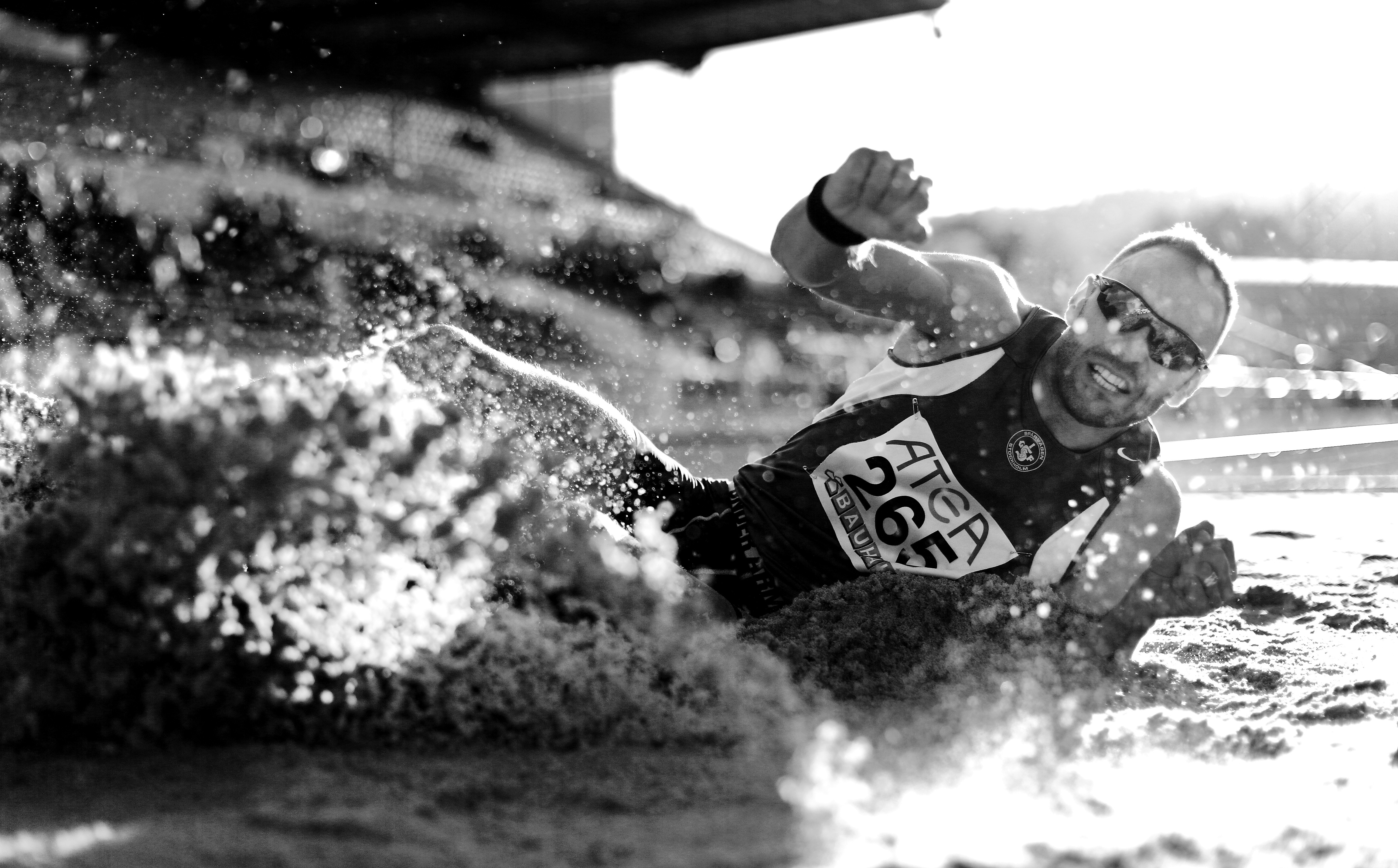
Mattias Sunneborn

Mattias Sunneborn (Gunnar Mattias Sunneborn; * 27. September 1970 in Fårösund) ist ein ehemaliger schwedischer Weitspringer.
Bei den Leichtathletik-Weltmeisterschaften 1991 in Tokio und 1993 in Stuttgart schied er in der Qualifikation aus. In Stuttgart war er zusätzlich Teil der schwedischen Stafette, die in der 4-mal-100-Meter-Staffel auf den achten Platz kam.
1994 wurde er Siebter bei den Leichtathletik-Halleneuropameisterschaften in Paris und Neunter bei den Leichtathletik-Europameisterschaften in Helsinki. Im Jahr darauf gewann er Silber bei den Leichtathletik-Hallenweltmeisterschaften in Barcelona, kam aber bei den Weltmeisterschaften in Göteborg nicht über die Vorrunde hinaus. 1996 holte er Gold bei den Halleneuropameisterschaften in Stockholm und wurde Achter bei den Olympischen Spielen in Atlanta.
Bei den Weltmeisterschaften 1997 in Athen, den Olympischen Spielen 2000 in Sydney und den Weltmeisterschaften 2001 in Edmonton schied er in der Qualifikation aus.
Neunmal wurde er schwedischer Meister im Freien (1991–1997, 2001, 2002) und siebenmal in der Halle (1991–1995, 1998, 2002). Außerdem wurde er dreimal nationaler Hallenmeister über 200 m (1995, 1999, 2000).
Am 15. Juni 2011 stellte er den bis heute (Stand 1. August 2019) gültigen Weltrekord im Internationalen Fünfkampf der Altersklasse M40 auf, mit 3937 Punkten und herausragenden Ergebnissen im Weitsprung (7,14 m) und über die 200 m (22,06 s).

## Persönliche Bestleistungen
- 100 m: 10,66 s, 12. Juni 1997, Boo
- 200 m: 21,03 s, 25. Juli 1993, Borlänge
  - Halle: 21,05 s, 26. Februar 1995, Malmö
- Weitsprung: 8,21 m, 27. Juni 1996, Malmö (schwedischer Rekord)
  - Halle: 8,20 m, 11. März 1995, Barcelona (schwedischer Rekord)